# Ariel López Padilla
Ariel López Padilla (Guadalajara, 12 de agosto de 1962) é um ator e bailarino mexicano o segundo de três irmãos, Francisco e Horácio são outros dois, esse "irmão do meio" tem múltiplas facetas como ator, artista plástico, dançarino, esportista, escritor, pintor, e professor e quem sabe o que mais poderia entrar em sua cabeça.

## Biografia
Desde muito jovem Ariel demonstrou uma notável capacidade para atuar: são inúmeras as histórias familiares onde Ariel exibindo seu talento levando-o todos a rir com diversas piadas, imitações, observações engraçadas , bem como tentando manipular com uma lágrima ou duas em suas cenas. Sua tia "Dunia Zaldívar",  que já contava com alguns anos como uma atriz, compartilhou com ele algumas técnicas, literatura selecionada, exemplos e outros guias que ele introduziu formalmente e com muito carinho para esta arte.
Como esperado, ele estudou a carreira de artes na Universidade de Guadalajara e participou em várias produções, onde rapidamente se destacou, especialmente em papéis cômicos. Na verdade, o seu grande senso de humor sempre foi muito notável em seu tratamento pessoal com membros da família e amigos. Motivado para ter uma melhor figura em sua adolescência (tempo que ele era gordo), ele se tornou fã de basquete, esporte que ele ainda práticas.
Contudo, a sua verdadeira paixão sempre foi o balé clássico. Ele estudou nas melhores academias de Guadalajara e posteriormente foi contratado como bailarino pelo "Instituto Nacional de Belas Artes (INBA)" na Cidade do México. Sua dedicação e perseverança por vários anos o levou a tomar cursos e workshop sobre dança, participando em países como o Cuba, França, Alemanha, Estados Unidos e Rússia, e praticamente todo México, quando ele tinha o privilégio de ser o primeiro bailarino mexicano que competiu no Teatro Bolshoi representando no México na 6ª Competição Internacional de Balé na capital, Moscou em (1989).
Como todas as carreiras baseada na força física, Ariel sabia que ele devia regressar à sua inativa vocação: atuar. Ele começou estudar na (I.N.B.A.) como um dançarino para participar na produção do "Musical Cats" no México, O Musical seu papel era do gato "Nefastulo". Ele ingressou no Centro de Educação Artística (CEA) da Televisa apenas para retomar aquilo que sempre foi seu talento nato. Ariel foi descoberto pelo Sr. Eugenio Cobo, diretor da Televisa no (CEA), que permite-lhe ter o suas primeiras mas  esporádicas aparições em vários programas de TV , e para ter o seu primeiro papel principal em telenovelas como La Pícara Soñadora produzida por Valentín Pimstein e em "De Frente Al Sol" da produtora Carla Estrada.
Seu salto para a fama foi definitivamente com a telenovela Corazón salvaje, a terceira adaptação para a TV do romance escrito por Caridad Bravo Adams, dirigido por Alberto Cortez e produzido por José Rendón. Esta adaptação teve a sorte teve muita popularidade dos telespectadores que tiveram a sorte de ver o desempenho de Edith González, o falecido Eduardo Palomo e Ana Colchero em uma produção em que Alberto Cortez demonstrou uma linguagem visual sem precedentes com todos a sua experiência como diretor cinematográfico. Após esta super produção outros onde ele teve  papéis principais, bem como antagonista queridos, permitindo-lhe uma ampla variedade de atuações para a projeção do seu trabalho.
Atualmente ele vive na cidade de Miami, na Flórida, Estados Unidos, onde tem sido convidado a colaborar em produções com projeção internacional para o público da América Latina. Sua integração com a comunidade, participando em setores como a educação ea cultura, o levou a ser reconhecido como  "Mexicano Distinguido" em 2007 pelos Cámara de Comercio México-Estados Unidos, Capítulo Inter-Americano.
Ele é casado com uma executiva show business com quem compartilha sua vida, amor e harmonia. Ele era casado com a atriz Mariana Levy que morreu de um ataque cardíaco após uma tentativa frustrada de assalto na Cidade do México. Com Mariana ele teve a oportunidade de se tornar pai de uma linda garota: Maria (nascida em 28 de março de 1996).

## Trajetória

### Telenovela
- Rosario Tijeras (2016) .... Camilo Echegaray

- Voltea pa' que te enamores (2014) .... Aurelio Botel

- Secretos de familia (2013) .... Vicente Quiroz

- Los Rey (2013) .... Guillermo Rey San Vicente

- A corazón abierto (2012) .... Jaime Guerrero

- Huérfanas (2011) .... César Davola
- Quiéreme  (2010) .... Lázaro Cruz
- Pecados ajenos (2008) .... Rogelio Mercenario
- Bajo las riendas del amor (2007) .... Joaquín Corcuera
- Lola...Érase una vez! (2007) .... Delegado
- Tierra de pasiones (2006) .... Javier Ortigoza
- Soñar no cuesta nada (2005) .... Jonás Reyes
- Inocente de ti (2004) .... Licenciado Gómez Riveroll
- Ángel rebelde (2004) .... Ernesto Lezama, Rómulo Lezama
- Gata salvaje (2002) .... Patricio Rivera
- Secreto de amor (2001) .... Dr. Ricardo Sandoval
- Amigos x siempre (2000)
- Carita de ángel (2000) .... Adrián
- Alma rebelde (1999) .... Damian Montoro
- Soñadoras (1998) .... Enrique Bernal
- Te sigo amando (1996) .... Médico
- Leonela (1997) .... Damián
- Pobre niña rica (1995) .... Julio
- María la del Barrio (1995) .... Dr. Daniel Ordonez
- Caminos cruzados (1994) .... César Augusto
- Prisionera de amor (1994)...Federico
- Corazón salvaje (1993) .... Andrés Alcázar y Valle
- Clarisa (1993) .... Gaston
- De Frente al Sol (1992)
- La pícara soñadora (1991)

### Série
- Decisiones (2005) .... Libardo

### Cinema
- Sólo con tu pareja (1991) ....Barbu’s